# Benátský štuk
Benátský štuk je stěrková hmota imitující mramor. Vyniká svým lesklým povrchem a plynulým přechodem barev ze sytějších do světlejších odstínů. Je prodyšný a díky své odolnosti je možné jej bez starostí otírat a omývat. Benátský štuk je vhodný jak pro vnitřní, tak pro venkovní použití. Ve venkovních prostorech odolá i nepříznivým povětrnostním podmínkám. Výmalba se provádí buď na celých stěnách nebo menších plochách. 
Již podle názvu lze odvodit, že se nejen po Evropě rozšířil právě z Itálie z Benátek, kde byl běžně používán od 18. století pro dekoraci kostelů a jiných významných budov.